# Chiesa di San Pietro Apostolo (Cinto Euganeo)
La chiesa di San Pietro Apostolo è la parrocchiale di Faedo, frazione di Cinto Euganeo, in provincia e diocesi di Padova; fa parte del vicariato dei Colli.

## Storia
La prima citazione di una chiesa a Faedo risale al 1163. Da una decima del 1297 di Papa Bonifacio VIII si apprende che questa chiesa era filiale della pieve di Fontanafredda.
Fu riedificata una prima volta nel 1497, devastata nella seconda metà del XVI secolo da un incendio, rifatta una seconda volta nel 1563, distrutta nuovamente nel 1775, ricostruita alla fine di quel secolo e demolita nel 1812.
L'attuale parrocchiale venne edificata tra il 1815 ed il 1818 e ristrutturata nel 1911 e nel 2009.